# Karl Doppler
Pour les articles homonymes, voir Doppler.
Karl Doppler (Lemberg, royaume de Galicie et de Lodomérie, Autriche-Hongrie 12 septembre 1825 – Stuttgart, Royaume de Wurtemberg, 10 mars 1900), est un compositeur germano-hongrois.

## Biographie
Son frère Franz Doppler était flûtiste virtuose et directeur musical jusqu'en 1865 au Théâtre de Budapest, puis de 1865 à 1898 maître de chapelle à Stuttgart.
Il a composé plusieurs opéras hongrois (e.a. A Tabor Gránátos [Le camp des grenadiers], 1853), des pièces de musique folklorique hongroise, une collection de danses folkloriques hongroises et des chœurs.
Son fils, Árpád Doppler (en) (1857–1927), fut aussi compositeur.

## Discographie
- L'Œuvre pour flûte – Claudi Arimany, János Bálint et Shigenori Kudo, flûte ; Márta Gulyás, Alan Branch et Michel Wagemans, piano ; Christine Icart, harpe ; Orchestre symphonique d'Elche, dir. Leonardo Martínez (2007–2020, 12 vol. Capriccio Records) (OCLC 1005189534 et 1002928109), (OCLC 1246784273) — Avec l'œuvre de son frère, Franz Doppler.